# محمد بن خليفة بن أحمد آل خليفة
الشيخ محمد بن خليفة بن أحمد آل خليفة (مواليد 11 مارس 1972) أقتصادي بحريني ، وزير النفط السابق خلال الفترة 5 يونيو 2016 حتى 13 يونيو 2022  وهو الابن الأكبر للشيخ خليفة بن أحمد آل خليفة القائد العام لقوة دفاع البحرين.

## النشأة والتعليم
تخرج من جامعة الملك فهد للبترول والمعادن بحصوله على شهادة البكالوريوس مع مرتبة الشرف في تخصص الإلكترونيات. أكمل تعليمه العالي في المملكة المتحدة حيث حصل على دبلوم الدراسات العليا من جامعة كامبريدج. حصل أيضاً على شهادة الماجستير المتقدم من كلية لندن الإمبراطورية. حصل على شهادة الماجستير في إدارة الأعمال من جامعة دي بول في الولايات المتحدة.

## المسيرة السياسية
انضم في عام 1999 إلى العمل في وزارة المالية. في عام 2005 تمت ترقيته ليصبح مديراً لإدارة المساهمات الحكومية. خلال فترة عمله في وزارة المالية عكف على خصخصة بعض المشاريع الحكومية الرئيسية مثل خصخصة محطات الطاقة وطرح أسهم شركة عقارات السيف في اكتتاب عام وتخصيص محطة المحرق لمعالجة مياه الصرف.
في عام 2011 تم تعيينه في منصب الرئيس التنفيذي للشركة القابضة للنفط والغاز. في يوليو 2015 تم تعيينه رئيساً لمجلس إدارة شركة نفط البحرين (بابكو). في 16 يوليو 2019 قرر بوصفه وزيرا للنفط إعفاء نفسه من رئاسة مجلس إدارة شركة بابكو وتعيين د. داود نصيف مكانه.
كان سابقا يحمل عضوية مجلس إدارة شركة توسعة شركة غاز البحرين الوطنية وشركة ألمنيوم البحرين وشركة اللؤلؤ السياحية.
يشغل حالياً عضوية مجلس إدارة الهيئة الوطنية للنفط والغاز ومصرف البحرين المركزي.
في 5 يونيو 2016 في تعديل وزاري محدود تم تعيينه وزيرا للنفط (للإشراف على شئون النفط والغاز) خلفا لعبد الحسين علي ميرزا الذي كان يتولى وزارة الطاقة التي كانت تشرف على شئون الكهرباء والماء وشئون النفط والغاز بينما تم تقليص صلاحيات ميرزا ليتولى وزارة شئون الكهرباء والماء فقط.
وتعتبر أبرز قراراته كوزير للنفط هي بدء الأعمال التمهيدية لتوسعة مصفاة سترة واستكمال خط أنابيب نفط جديد بطاقة 350 ألف برميل يوميا يصل إلى المملكة العربية السعودية لخدمة التوسعة المزمعة لطاقة التكرير البحرينية في حين يتم دراسة مد خط لأنابيب الغاز وزيادة الإنتاج عبر استغلال تكوين غاز الخف ورفع الدعم عن المشتقات النفطية وإعفاء النقل البري والمنتجات النفطية من ضريبة القيمة المضافة والتوقيع مع الصندوق السعودي للتنمية على اتفاقية لتمويل مشاريع قطاع النفط والغاز في البحرين بقيمة 300 مليون دولار.

## الحياة الشخصية
أخيه الأصغر هو الشيخ عبد الله بن خليفة بن أحمد آل خليفة رئيس مجلس إدارة شركة بتلكو ووالده هو الشيخ خليفة بن أحمد آل خليفة القائد العام لقوة دفاع البحرين بينما عمه هو الشيخ خالد بن أحمد آل خليفة وزير الديوان الملكي والأخيران هما القائدان لجناح الخوالد ضمن عائلة آل خليفة في البحرين.

## التكريم
- وسام الكفاءة من الدرجة الأولى (2013).[11]